# Tommy Thomson
Earl John „Tommy“ Thomson (15. února 1895 Birch Hills, Saskatchewan – 19. dubna 1971 Annapolis, Maryland) byl kanadský atlet, sprinter, olympijský vítěz v běhu na 110 metrů překážek z roku 1920.

## Sportovní kariéra
Narodil se v Kanadě, ale od osmi let žil v Kalifornii. Studoval na University of Southern California. V roce 1918 se stal mistrem USA v běhu na 120 yardů překážek. V roce 1920 vytvořil světový rekord v běhu na 110 metrů překážek časem 14,4. Poněvadž se nikdy neucházel o občanství USA, na olympiádě v Antverpách v roce 1920 startoval za Kanadu a zvítězil v běhu na 110 metrů překážek. Po skončení sportovní kariéry se stal trenérem.